# Eilema plumbea
Eilema plumbea är en fjärilsart som beskrevs av Edward Alfred Cockayne 1948. Eilema plumbea ingår i släktet Eilema och familjen björnspinnare. Inga underarter finns listade i Catalogue of Life.